# KHNP Arena
KHNP Arena (do roku 2018 Zimní stadion města Třebíče – Mann+Hummel Arena) se nachází v městě Třebíči v místní části Jejkov v sousedství bývalého kapucínského kláštera, na jehož pozemcích byl i vystavěn. Největší návštěvnost stadionu byla na baráž o první ligu v sezoně 1996/97, kdy se na stadion vměstnalo 6 000 diváků. Domácí zápasy zde odehrává tým 1. Chance Ligy SK Horácká Slavia Třebíč.

## Historie
Dne 25. ledna 1959 byl otevřen zimní stadion poblíž kapucínského kláštera na Jejkově. Kolem roku 1973 proběhly přípravné práce na zastřešení konstrukce stadionu. Bylo zbouráno dřevěné zázemí stadionu, omezeny ochozy, zbourána cihlová zeď nedaleko stadionu a po skončení sezony začala stavba střešní konstrukce. Střecha byla dokončena v říjnu roku 1977, dne 24. října téhož roku se střecha propadla a při této nehodě zahynuli dva lidé. hráč dorostu Štěpán Maruš a brusič Miroslav Böhm. Střecha měl být budována z ocelové konstrukce nazývané Gyro, která byla patentována docentem VUT v Brně Radůzem Russem, nicméně se ukázalo, že slabým místem této konstrukce byly styčníky, kde se stýkaly ocelové trubky, které zde byly z litého kovu místo z kovaného, proto se střecha propadla. V sezóně následující hrály hokejové týmy v Náměšti nad Oslavou. V roce 1980 byla tak stavba střechy dokončena. Stadion od té doby má kapacitu 5000 diváků, z toho 840 sedících a 4160 stojících, tři vchody. V roce 1996 byla instalována nad ledovou plochu multimediální kostka.

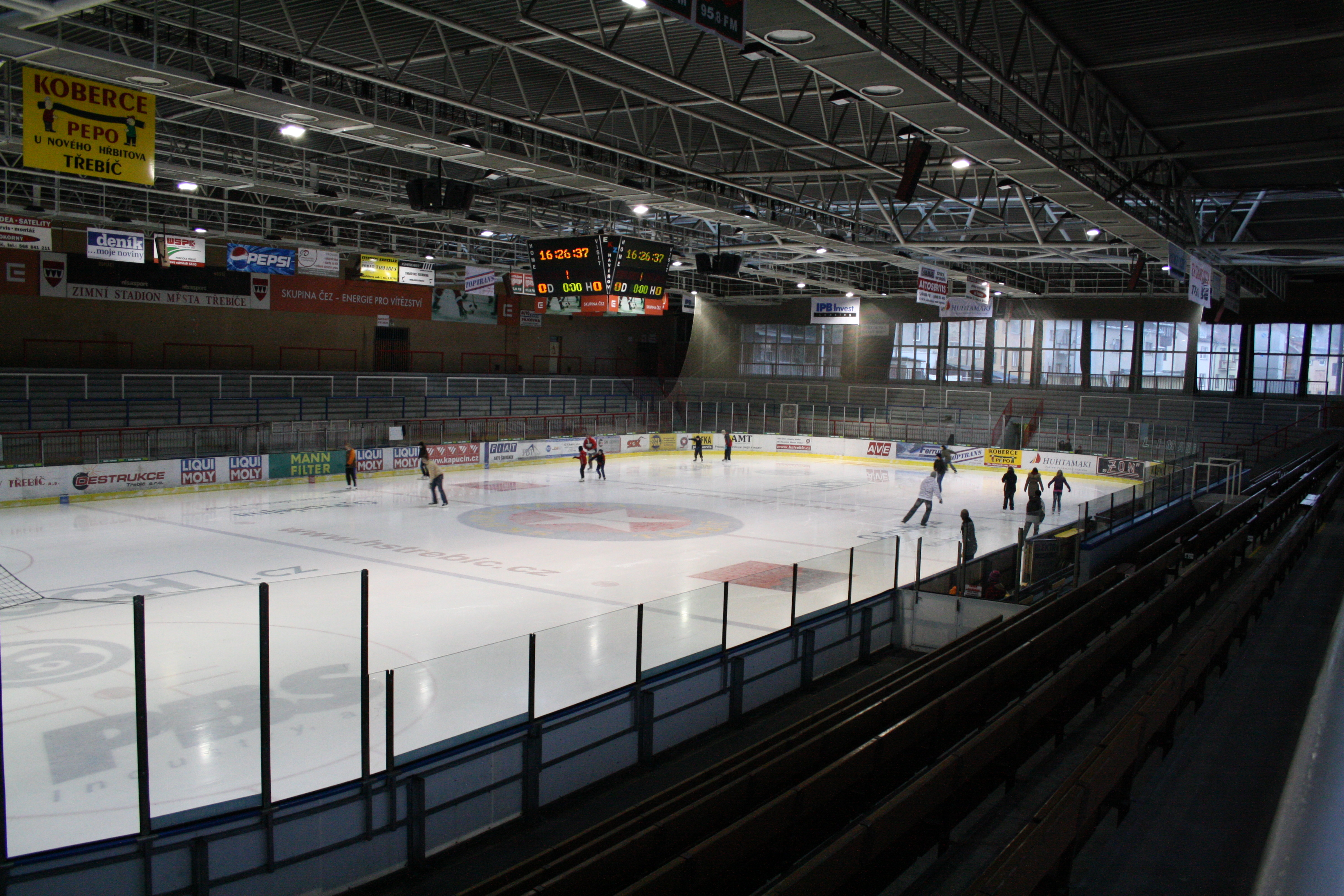
Interiér

V roce 2008 byl stadion přejmenován na Mann+Hummel Arena. V roce 2009 stadion prošel z důvodu prohnutí dvou nosníků vlivem srážkové vody částečnou rekonstrukcí střechy. Stadion se od září roku 2018 nazývá KHNP Arena.

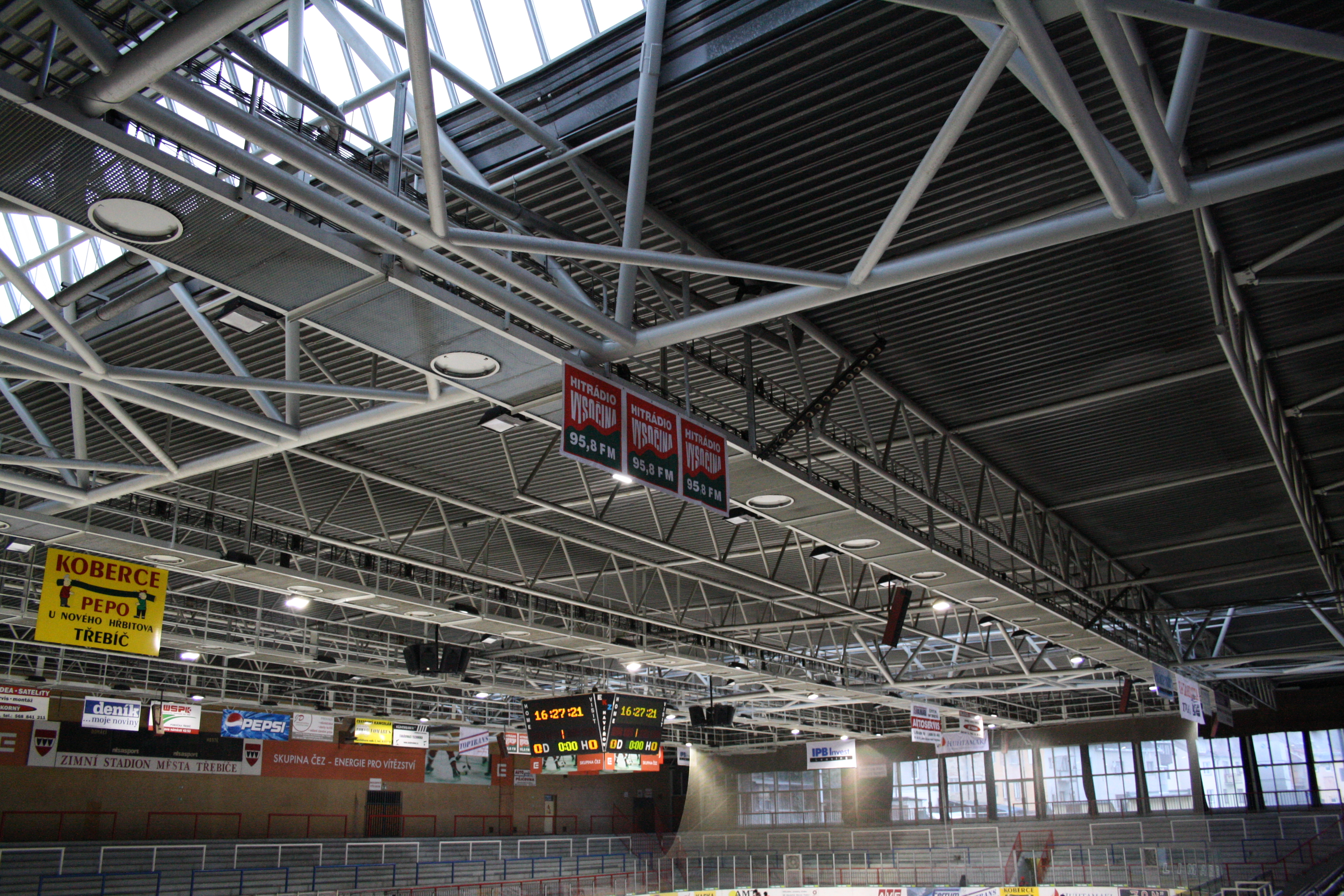
Střecha stadionu z roku 1980

## Rekonstrukce
V roce 2017 začaly projektové přípravy na rekonstrukci zimního stadionu v Třebíči. První částí, která se bude rekonstruovat budou šatny, primárně šatny pro děti, stejně tak se má změnit i hlediště. V roce 2019 byla navržena revitalizace za 220 milionů Kč. Opoziční zastupitel Jaromír Barák ostře vystoupil v únoru 2019 proti přípravě projektu za 7 milionů Kč. Podle základních propozic má být součástí nová klimatizace pro sportovce, restaurace a snížení počtu místo pro diváky. Starosta města Pavel Pacal prohlásil, že výroky Baráka jsou demagogické.
V roce 2020 bylo oznámeno, že v témže roce by měla být dokončena projektová dokumentace rekonstrukce stadionu. Očekávaná částka na rekonstrukci v tomto roce byla kolem 250 milionů Kč. Po rekonstrukci by měly být rozšířeny šatny a zvýšen počet toalet a upraveno hlediště. Dokončení projektové dokumentace v roce 2020 se nepovedlo, a byla připravena až v roce 2021 a město se rozhodlo požádat o dotaci na rekonstrukci Národní sportovní agenturu a Kraj Vysočina, částečně rekonstrukce měla být financována městem Třebíč.
Roku 2021 bylo oznámeno, že celková cena rekonstrukce by měla dosáhnout 350 milionů Kč. V roce 2022 však byla cena rekonstrukce opětovně navýšena (bylo uvedeno, že cena rekonstrukce by měla dosáhnout 530 milionů Kč), byla vypsána veřejná zakázka a bylo oznámeno, že s rekonstrukcí by se mělo začít v roce 2023. Později bylo upřesněno, že rekonstrukce měla začít v dubnu roku 2023 a dokončení bylo naplánováno na červen roku 2025. Součástí rekonstrukce měla být komplexní oprava budovy, střechy i interiéru, současně by měly být modernizovány i technologické systémy. V roce 2022 však bylo oznámeno, že se rekonstrukce odkládá, neboť cenové nabídky stavebních firem převýšily možnosti města. V roce 2023 bylo oznámeno, že rekonstrukce by měla být zahájena na jaře roku 2024, ceny stavebních prací klesly a tak byla vypsána zakázka na rekonstrukci stavby. Cena by měla dosáhnout 516,9 milionu Kč, stavba by měla začít v dubnu roku 2024, stavebníky by měly být společnosti PKS Stavby a Geosan. Stavba by měla být dokončena v lednu roku 2026, nově by proti současným 5000 místům v hledišti mělo být k dispozici 2600 míst. Stavba byla zahájena po ukončení 1. hokejové ligy, hokejové týmy hrající v Třebíči budou své zápasy hrát jinde. Problém s financováním nastal v době, kdy město od Národní sportovní agentury nedostalo dotaci ve výši několika desítek milionů Kč. Město také očekávalo dotaci od Kraje Vysočina ve větší výši, než dostalo, přislíbeno bylo 17 %, ale kraj počítal s předběžnými náklady a město požadovalo 17% dotaci z nákladů skutečných – rozdíl dosáhl cca 40 milionů Kč.
Byla odstraněna zásoba čpavku využívaného na chlazení, odstraněna ledová plocha, zbourány tribuny, odstraněny šatny a další vybavení. Postupně byla odvezena suť a upraven vnější plášť budovy. Stadion bude směrem k tělocvičně katolického gymnázia rozšířen o 2 metry. Vznikne nová jednolitá tribuna. V březnu roku 2024 se konala rozlučková akce s původním stadionem a hokejisty Horácké Slavie Třebíč. Ke konci října byly sundány všechny stěny a z původního stadionu zůstala stát pouze kovová konstrukce. V lednu roku 2025 byla kompletně hotová západní přístavba s šatnami a technickým zázemím.